# Khaled Khalifa
Khaled Khalifa (arabisch خالد خليفة, DMG Ḫālid Ḫalīfa; geboren am 1. Januar 1964 in Urum al-Sughra bei Aleppo; gestorben am 30. September 2023 in Damaskus) war ein syrischer Romancier, Drehbuchautor und Poet. Er wurde dreimal für den International Prize for Arabic Fiction nominiert und kam zweimal in die engere Wahl. Seine Werke waren oft kritisch gegenüber der baathistischen Regierung Syriens und wurden daher im Land verboten. Khalifa zählt zu den bekanntesten Autoren der zeitgenössischen syrischen Literatur.

## Leben
Khalifa studierte Jura an der Universität Aleppo. Er war Mitgründer und Mitherausgeber der Literaturzeitschrift Alif, eines kritischen Forums für experimentelles Schreiben, und war Mitglied des Literarischen Forums an der Universität Aleppo. Im Jahr 2007 war er Gast des International Writing Program in Iowa City und seit 2009 nahm er mehrfach am Internationalen Literaturfestival Berlin teil. Khalifa schrieb Romane und Drehbücher für Kinofilme und Fernsehserien, die von syrischen Regisseuren verfilmt wurden. Sein dritter Roman Madih al-karahiya kam 2008 auf die Shortlist des International Prize for Arabic Fiction, ebenso 2014 der Roman La sakakin fi matabikh hadhihi al-madina, mit dem er außerdem die „Naguib Mahfouz Medal for Literature“ gewann. Auch seine Drehbücher wurden ausgezeichnet. Ins Deutsche wurden mehrere seiner Romane von Larissa Bender bzw. Hartmut Fähndrich übersetzt.
Khalifa geriet mehrfach mit der Zensur der Assad-Diktatur in Konflikt; der Roman Madih al-karahiya wurde 2006 bei Erscheinen sofort verboten. Seine Bücher erschienen daher zusätzlich auch in libanesischen Verlagen. Er lebte jedoch ungeachtet der Zensur seit Ende der 1990er Jahre in Damaskus. Khalifa starb am 30. September 2023 im Alter von 59 Jahren in seinem Zuhause in der syrischen Hauptstadt Damaskus aufgrund eines Herzinfarkts. Khalifas Persönlichkeit und sein literarisches Schaffen wurden international gewürdigt. In einem Nachruf in der FAZ schrieb Lena Bopp über sein Werk und seine politische Haltung:

„In seinen Romanen tritt die Angst immer wieder als bestimmendes Element des Lebens in der syrischen Diktatur hervor. Seine Figuren sind keine Helden. Sie sind opportunistisch, verloren, verzweifelt, einsam, sie finden ihre Nischen und flüchten in Tagträume von einer besseren Vergangenheit. Trotzdem bricht der Autor Khalifa nie den Stab über sie. In Diktaturen sei nicht alles tapfer, pflegte er zu sagen und führte in den verzweigten Familiengeschichten seiner Romane eindrucksvoll vor, wie weit das Feld zwischen Unterwerfung und Widerstand sein kann.“

## Werke (Auswahl)
- Haris al-khadi’a. Beirut: Dar Alif, 1993
- Dafatir al-qurbat. Damaskus: Dar Ward, 2000
- Madih al-karahiya. Damaskus: Amisa, 2006
  - deutsche Übers.: Zum Lobe des Hasses
- La sakakin fi matabikh hadhihi al-madina. Beirut: Dar Al-Adab, 2013
  - deutsche Übers.: Keine Messer in den Küchen dieser Stadt. Übersetzung Hartmut Fähndrich. Rowohlt, Hamburg 2020, ISBN 978-3-498-03582-2
- al-Maut ‘amal šaqq. 2016
  - deutsche Übers.: Der Tod ist ein mühseliges Geschäft. Übersetzung Hartmut Fähndrich. Rowohlt, Reinbek 2018, ISBN 978-3-498-04702-3, Neuauflage als Taschenbuch 2019, ISBN 978-3-499-27433-6
- Keiner betete an ihren Gräbern. Übersetzung Larissa Bender. Rowohlt, Hamburg 2022, ISBN 978-3-498-00204-6